# ビナロン駅
ビナロン駅（ビナロンえき、비날론역）は、朝鮮民主主義人民共和国咸鏡南道咸興市興南区域センムル洞に位置するビナロン線の駅である。駅名は、朝鮮民主主義人民共和国側が「同国の発明品」としている化学繊維であるビニロン（ビナロン）に由来する。近くのソナム洞には2・8ビナロン連合企業所がある。  

## 歴史
日時不明：開業。